# Pierre Charles Causel
Pierre Charles Causel, né le 25 juillet 1863 à Vesvres-sous-Chalancey et mort le 11 mars 1925 à Paris, est un haut fonctionnaire français.

## Biographie
Il est fils d’Augustin Causel et de Anna Gautherot. Après des études de droit il devient, en décembre 1885, avocat à la Cour d'appel de Paris. En 1895, il est élu conseiller général de la Haute-Marne. Il sera en 1900 élu maire de son bourg natal.
En 1898, il est appelé auprès du Sous-secrétaire d'État aux Postes et télégraphes  en qualité de Chef de cabinet. Puis il occupe des fonctions préfectorales : En 1902 il est nommé Sous-préfet de Cambrai puis de Verdun. En 1906, il s'installe à la préfecture d'Épinal, puis il est successivement préfet de la Vienne en 1911, préfet de l'Hérault en 1914, préfet de la Loire-Atlantique en 1918 et enfin préfet du Pas-de-Calais en 1921.

## Distinctions
- Commandeur de la Légion d'honneur (24 mai 1924)[7]